# 瓦爾瓦卡塔山
13°28′08″S 71°46′43″W / 13.46889°S 71.77861°W
瓦爾瓦卡塔山（Wallwa Qhata），是秘魯的山峰，位於該國南部庫斯科大區，由卡爾卡省的聖薩爾瓦多區負責管轄，屬於安地斯山脈的一部分，海拔高度約4,000米。